# Michael Franks (musicus)
Michael Franks (La Jolla, Californië, 18 september 1944) is een Amerikaans zanger en songwriter. Hij begon als zanger van folk-rock, waarbij hij zichzelf begeleidde op de gitaar. Zijn later werk is eerder in te delen bij de jazz. Hij studeerde hoger muziekonderwijs en gaf les als muziekleraar.
Hij nam platen op met Sonny Terry en Brownie McGee, maar heeft ondertussen meer dan 15 soloalbums uitgegeven.

## Discografie
- Michael Franks (Brut 1973)
- Art of tea (Reprise 1976)
- Sleeping gypsy (Warner Brothers 1977)
- Burchfield nines (Warner Brothers 1978)
- Tiger in the rain (Warner Brothers 1979)
- One bad habit (Warner Brothers 1980)
- With Crossfire Live (Warner Brothers 1980)
- Objects of desire (Warner Brothers 1982)
- Passionfruit (Warner Brothers 1983)
- Previously unavailable (DRG 1983)
- Skin dive (Warner Brothers 1985)
- The camera never lies (Warner Brothers 1987)
- Blue Pacific (Reprise 1990)
- Dragonfly summer (Warner Brothers 1993)
- Abandoned garden (Warner Brothers 1995)
- The Best Of - A Backward Glance (Warner Borthers) 1998
- Barefoot on the beach (Windham Hill 1999)
- Watching the snow (Rhino 2004)
- Love songs (Warner Brothers / Wea 2004)
- Rendezvous in Rio (KOCH Records 2006)
- Time together (Shanachie Entertainment 2011)
- The Music In My Head (Shanachie Entertainment 2018)